# Mount Juliet, British Columbia
Mount Juliet är ett berg i Kanada.   Det ligger i provinsen British Columbia, i den sydvästra delen av landet, 3 700 km väster om huvudstaden Ottawa. Toppen på Mount Juliet är 1 626 meter över havet.
Terrängen runt Mount Juliet är bergig västerut, men österut är den kuperad. Trakten runt Mount Juliet är nära nog obefolkad, med mindre än två invånare per kvadratkilometer.. Det finns inga samhällen i närheten.
I omgivningarna runt Mount Juliet växer i huvudsak barrskog.